# قلعة أغرا
قلعة أغرا الحمراء تقع في الهند بمحاذاة حدائق تاج محل وهي نُصب بالغ الأهمية يعود للقرن المغولي السابع عشر. وهي قلعة قوية شيّدت من الحجر الرملي الأحمر تضمّ في حرمها البالغة مساحته 2.5 كيلومتر المدينة الملكية المكونة من العديد من القصور الخيالية كقصر جهانكير أو تاج محل الذي بناه شاه جهان وبصالات اجتماعاتها كالديوان الخاص، والمسجدين الرائعين
وقلعة أغرا واحدة من الأماكن التي تجتذب الكثير من الزوار، تم بناء القلعة حوالي 1080 عن طريق الراجبوت وثم كانت هذه القلعة مقر الحكم للحاكم المغولي جلال الدين أكبر حيث شيدها من الحجر الرملي الأحمر بعد أن عزز سلطته بعد مجيئه للحكم وكانت القلعة تعتبر نقطة عسكرية إستراتيجية ومقر إقامة للحاكم. شُيِّدت القلعة على شكل هلال، وهي مسطحة في الجانب الشرقي وبها جدران طويلة ومستقيمة مواجهة للنهر. وتتميز مباني هذا المجمع بتنوعها من ناحية الطراز المعماري، وقد ذكرها بهذا الوصف ايضاً الكاتب اليمني عبد الوهاب العمراني في كتابه رؤية يمنية في أدب الرحلات

## أعلام
- شاه جهان